# Galactia shumbae
Galactia shumbae är en ärtväxtart som beskrevs av Hermann August Theodor Harms. Galactia shumbae ingår i släktet Galactia och familjen ärtväxter. Inga underarter finns listade i Catalogue of Life.